# Joel Turrill

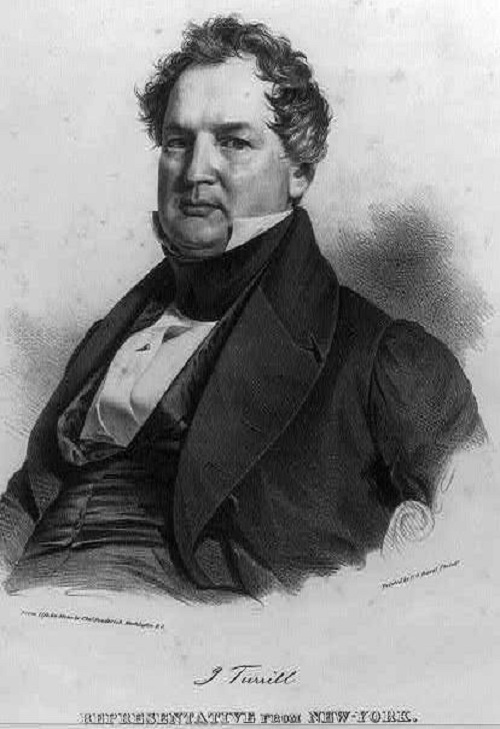
Joel Turrill

Joel Turrill (* 22. Februar 1794 in Shoreham, Vermont; † 28. Dezember 1859 in Oswego, New York) war ein US-amerikanischer Jurist und Politiker. Zwischen 1833 und 1837 vertrat er den Bundesstaat New York im US-Repräsentantenhaus.

## Werdegang
Joel Turrill besuchte Gemeinschaftsschulen und graduierte 1816 am Middlebury College. Er studierte Jura in Newburgh. Dann zog er nach Oswego. Seine Zulassung als Anwalt erhielt er 1819 und begann dann in Oswego zu praktizieren. Er war als Friedensrichter tätig und zwischen 1828 und 1833 als Amtsrichter (County Judge). 1831 saß er in der New York State Assembly. Politisch gehörte er der Jacksonian-Fraktion an.
Bei den Kongresswahlen des Jahres 1832 für den 23. Kongress wurde Turrill im 17. Wahlbezirk von New York in das US-Repräsentantenhaus in Washington, D.C. gewählt, wo er am 4. März 1833 die Nachfolge von John W. Taylor antrat. Er wurde einmal wiedergewählt. Da er auf eine erneute Kandidatur im Jahr 1836 verzichtete, schied er nach dem 3. März 1837 aus dem Kongress aus.
Zwischen 1838 und 1840 war er Bezirksstaatsanwalt im Oswego County. Er hielt 1843 den Posten als Vormundschafts- und Nachlassrichter (surrogate) im Oswego County. Zwischen 1845 und 1850 war er US-Konsul im Königreich Hawaiʻi. Am 28. Dezember 1859 verstarb er in Oswego und wurde dann auf dem Riverside Cemetery beigesetzt.